# Jana Kasalová (výtvarnice)
Jana Kasalová (* 19. května 1974 Turnov) je česká vizuální umělkyně. Věnuje se kresbě, malbě, videoartu a fotografii. Žije v Praze. Pochází z umělecké rodiny, jejím otcem byl šperkař a sklář Svatopluk Kasalý (1944–2021).

## Vzdělání
V letech 1988 až 1992 vystudovala Střední umělecko-průmyslovou školu textilní v Brně, poté ve studiích pokračovala v ateliéru malby Jiřího Načeradského na brněnské Fakultě výtvarných umění VUT. V letech 1997 se zúčastnila stáže na University of Southampton, Winchester School of Art ve Velké Británii (u prof. Vanessy Jackson). V roce 2000 získala státní španělské stipendium a stipendium Nadace Dagmar a Václava Havlových VIZE 97 a pokračovala v postgraduálním studiu výtvarných umění a arteterapie na Universidad Castilla-La Mancha v Cuence a Universidad Complutense v Madridu. V roce 2010 obhájila titul PhD. na Universitě Castilla-La Mancha s doktorskou prací El legado de Joseph Beuys – La imagen del Animal en el Arte Contemporáneo.

## Tvorba
Mezi lety 2002 až 2004 žila a tvořila v Londýně, New Yorku a Paříži, od roku 2005 žije v Praze. Samostatně vystavovala, kromě České republiky, ve Španělsku, Polsku, Rakousku, Itálii a Velké Británii a je zastoupena ve veřejných i soukromých sbírkách v Evropě a v USA, především však v Itálii a ve Španělsku.